# 中国社会科学院国际法研究所
中国社会科学院国际法研究所是中华人民共和国的一家国际法研究机构，是中国社会科学院的直属研究单位。

## 历史沿革
1959年，中国科学院哲学社会科学部法学所成立了国际法组。1978年9月，国际法组改建为国际法研究室。2002年10月，在国际法研究室的基础上，中国社会科学院国际法研究中心成立。2009年9月更名为中国社会科学院国际法研究所。